# نوگیزاکا ۴۶
نوگیزاکا ۴۶ (به ژاپنی: 乃木坂46, Nogizaka Forty-six) یک گروه آیدل ژاپنی تولید شده توسط یاسوشی آکیموتو است که به عنوان رقیب رسمی (رقیب رسمی، kōshiki raibaru) ای‌کی‌بی ۴۸ ایجاد شده‌است.